# Gogo机上因特网
Gogo为商用和商务航机提供机上宽带因特网服务、流媒体视频及其他连接服务。2011年6月，作为重塑品牌的一部分，公司正式由Aircell更名为Gogo。在更名前，Gogo的商用航空服务称为“Gogo Inflight Internet”。 Aircell仍是该公司商务航空业务部门的名字。
Gogo让乘客能够通过地面上的基站连接到因特网。他们的Air to Ground（ATG）系统采用EV-DO Rev. A 3G无线技术。
Gogo拥有超过100个基站，组成了覆盖美国本土及阿拉斯加部分地区的网络。这些基站是经调整的普通手机信号塔，将其信号从沿着地面改为指向天空。航机通过安装在机腹的接收器接受信号。数据信号到达航机后在机舱内通过Wi-Fi系统传播。顾客在使用服务前需要输入电子邮件地址和验证码。
该公司在2012年宣布其将会启用下一代Air to Ground服务ATG-4。Gogo声称其ATG-4服务会显著增强现有ATG网络并通过增加定向天线、双频调制解调器和EV-DO Rev.B技术将每飞机容量提高到现有的四倍。
2012年5月18日，Gogo宣布其将在年末提供Ku波段卫星技术作为支持跨洋航班的过渡举措。
Gogo还称其将会利用Ka波段卫星技术辅助ATG、ATG-4以提供额外容量。卫星服务将使Gogo可在美国本土以外的地区提供服务。该公司称其计划在2014年部署Ka波段卫星解决方案。
2020年12月，Gogo公司宣布已将其商用航空业务出售给 Intelsat，并将专注于未来的公务航空市场。

## 连接性及性能
一名记者于2008年进行了测试，测试显示：网络覆盖很连续，在从一个基站切换至下一基站时仅有很小的速度的延迟。在测试中，连接速度可与手机在地面的上网速度或家用DSL速度相比：下行速度约500–600Kibit/s，上行速度300Kibit/s。航班总带宽约3兆比特/秒。
Gogo服务与Macintosh及运行Linux和Windows的电脑兼容，同时可用于其他带有Wi-Fi功能的设备，包括BlackBerry、Windows Mobile、Android设备和iPhone。

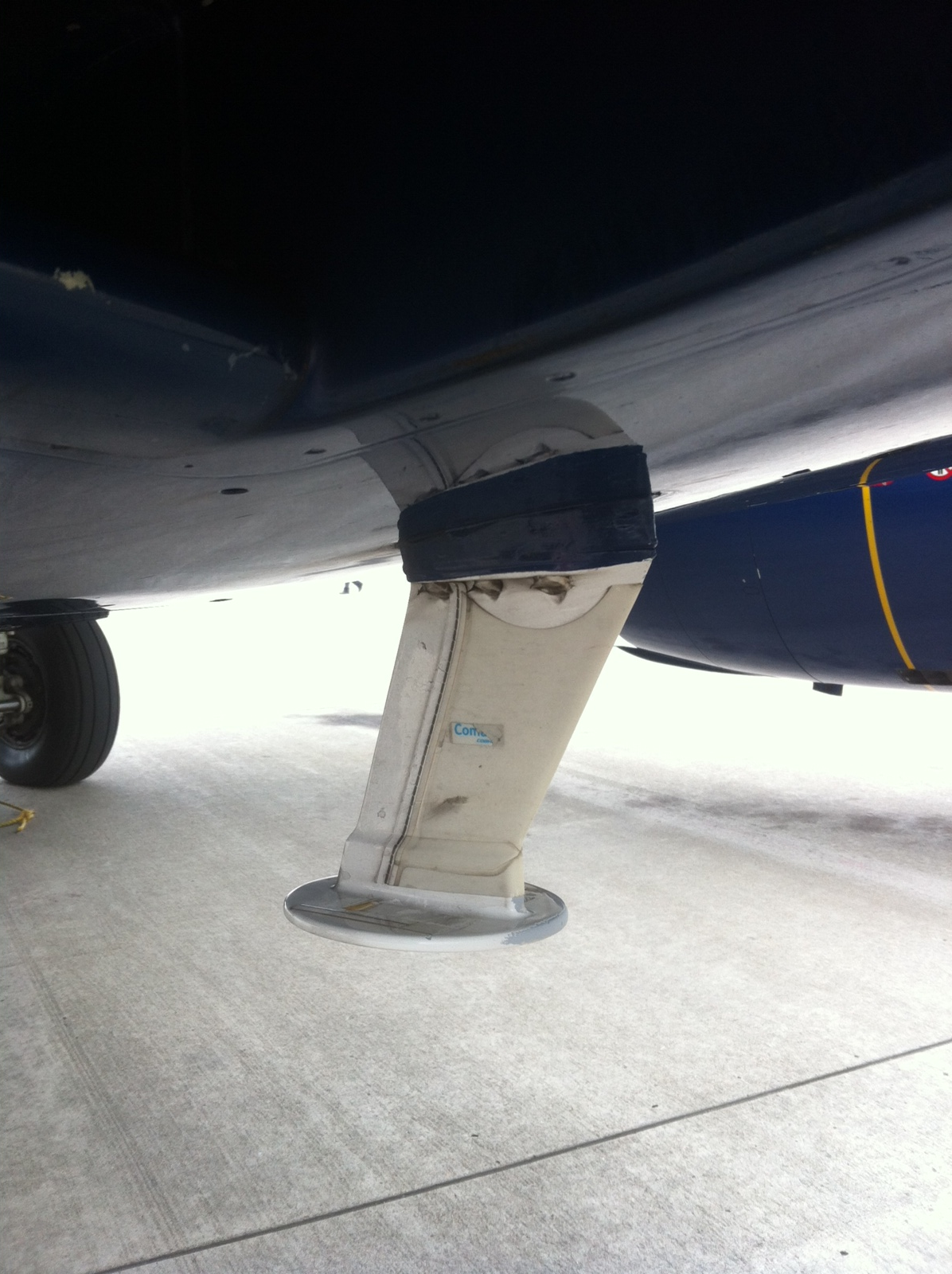
航机外天线

当条件较好时，机上连接体验有时与咖啡店、酒店等处的Wi-Fi热点的相似。用户报告缓冲如YouTube与HBO-GO等流媒体视频时有连接性问题。部分用户报告Speedtest.net基准测试超过3兆比特/秒，而另一些用户报告较低的测试结果：如0.03兆比特/秒下行速度和0.27兆比特/秒上行速度。与在地面一样，用户连接到“gogoinflight”网络并注册。网络在起飞后允许使用电子设备时开启。
该服务有帐户管理功能，允许在产品网站上提前购买服务。服务条款禁止VoIP程序的使用。

## 参与的航空公司
在美国航空的Gogo服务始于2008年7月。首先开始运营的航线包括纽约肯尼迪至旧金山、纽约肯尼迪至洛杉矶和纽约肯尼迪至迈阿密。美国航空正在将Gogo服务扩展到其全部国内航机上。
2008年8月5日，达美航空宣布将在其全部国内航机上安装Gogo。
維珍美國航空在2009年3月成为首个全机队均提供机上因特网接入的航空公司。
2009年7月14日，穿越航空在其136架航机上安装了Gogo。
2009年10月2日， 美国联合航空在从纽约肯尼迪至洛杉矶的美联航p.s.23次航班上首次启动了Gogo服务。
2009年11月20日，Gogo宣布加拿大航空开始在部分多伦多和蒙特利尔至洛杉矶航班上试运行Gogo，这些航班大部分航程在美国國內。
2010年2月24日，阿拉斯加航空宣布将在其整个机队提供Gogo服务。2011年秋季，安装工作全部完成。
2010年3月29日，全美航空宣布其空中客车A321机队将在2011年6月1日前全部提供Gogo服务。安装工作在2011年秋季全部完成。
2012年2月5日，边疆航空宣布旗下所有Embraer 190航机均已配备Gogo并于次日开始提供服务。

## 市场前景
空中宽带因特网接入受依赖因特网的大众欢迎，尤其是商务旅客。参与的航空公司则希望在航運低迷及使購買廉價機票旅客使用此服務，能夠通过额外收费增加营业额。